# Ksar (travhäst)
Ksar, född 15 juni 2020, är en fransk varmblodig travhäst. Han tränas av sin ägare Emmanuel Varin och körs av Matthieu Abrivard.
Ksar började tävla i juli 2022 och inledde med en fjärdeplats innan han tog karriärens första seger i sjätte starten. Han har till juni 2023 sprungit in 112 430 euro på 10 starter, varav 4 segrar, 2 andraplatser och 2 tredjeplatser. Han har tagit karriärens hittills största seger i Prix Atlas (2023). Han har även segrat i Prix Léopold Verroken (2023) och kommit på andraplats i Prix des Begonias (2022).

## Statistik
| Statistik för Ksar (Ref.) | Statistik för Ksar (Ref.) | Statistik för Ksar (Ref.) | Statistik för Ksar (Ref.) | Statistik för Ksar (Ref.) | Statistik för Ksar (Ref.) |
| ------------------------- | ------------------------- | ------------------------- | ------------------------- | ------------------------- | ------------------------- |
| Starter                   | Placeringar               | Startprissumma            | Segerprocent              | Platsprocent              | Rekord                    |
| 10                        | 4-2-2                     | 112 430 euro              | 40 %                      | 80 %                      | 1.12,5ak,                 |

### Större segrar
| År   | Lopp                  | Kusk              | Vinstbelopp | Grupp   |
| ---- | --------------------- | ----------------- | ----------- | ------- |
| 2023 | Prix Léopold Verroken | Matthieu Abrivard | 27 000 EUR  | Grupp 3 |
| 2023 | Prix Atlas            | Matthieu Abrivard | 31 500 EUR  | Grupp 3 |

### Starter
| Nr | Datum            | Lopp                                   | Bana          | Kusk                           | Tid     | Distans | Plac. | Vinstbelopp |
| -- | ---------------- | -------------------------------------- | ------------- | ------------------------------ | ------- | ------- | ----- | ----------- |
| -  | 7 juli 2022      | Kvallopp                               | Caen          | José Antonio Hernandez-Navarro | 1.19,4a | 2 140 m | gdk   | 0 euro      |
| 1  | 31 juli 2022     | Prix Optimhome Gilles Guyet Immobilier | Bernay        | José Antonio Hernandez-Navarro | 1.17,6a | 2300 m  | 4     | 1 040 euro  |
| 2  | 8 augusti 2022   | Prix Brasserie le Rivage Coudeville    | Brehal        | Sébastien Ernault              | 1.18,1a | 2 325 m | 3     | 1 540 euro  |
| 3  | 28 augusti 2022  | Prix Georges Bezault                   | Vibraye       | José Antonio Hernandez-Navarro | 1.17,2a | 2 000 m | 3     | 1 400 euro  |
| 4  | 4 december 2022  | Prix des Espoirs                       | Chateaubriant | Jean-Pierre Dubois             | 1.18,2a | 2 400 m | 2     | 3 250 euro  |
| 5  | 8 december 2022  | Prix des Begonias                      | Vincennes     | Jean-Philippe Monclin          | 1.14,6a | 2 175 m | 2     | 8 000 euro  |
| 6  | 20 december 2022 | Prix des Iris                          | Vincennes     | Jean-Philippe Monclin          | 1.18,3a | 2 100 m | 1     | 16 200 euro |
| 7  | 22 januari 2023  | Prix du Film Tempete                   | Vincennes     | Jean-Philippe Monclin          | 1.15,3a | 2 175 m | 1     | 22 500 euro |
| 8  | 5 februari 2023  | Prix Léopold Verroken                  | Vincennes     | Matthieu Abrivard              | 1.13,4a | 2 100 m | 1     | 27 000 euro |
| 9  | 19 februari 2023 | Critérium des Jeunes                   | Vincennes     | Matthieu Abrivard              | Da      | 2 700 m | Da    | 0 euro      |
| 10 | 21 april 2023    | Prix Atlas                             | Vincennes     | Matthieu Abrivard              | 1.12,5a | 2 175 m | 1     | 31 500 euro |

## Stamtavla
| Efter Follow You | Ready Cash    | Indy de Vive   | Viking's Way       |
| Efter Follow You | Ready Cash    | Indy de Vive   | Tekiflore          |
| Efter Follow You | Ready Cash    | Kidea          | Extreme Dream      |
| Efter Follow You | Ready Cash    | Kidea          | Doceanide du Lilas |
| Efter Follow You | Mara Bourbon  | And Arifant    | Sharif di Iesolo   |
| Efter Follow You | Mara Bourbon  | And Arifant    | Infante d'Aunou    |
| Efter Follow You | Mara Bourbon  | Etta Extra     | Florestan          |
| Efter Follow You | Mara Bourbon  | Etta Extra     | Une Crown          |
| Undan Tes Amours | Goetmals Wood | And Arifant    | Sharif di Iesolo   |
| Undan Tes Amours | Goetmals Wood | And Arifant    | Infante d'Aunou    |
| Undan Tes Amours | Goetmals Wood | Tahitienne     | Kimberland         |
| Undan Tes Amours | Goetmals Wood | Tahitienne     | Oligiste           |
| Undan Tes Amours | Amour d'Aunou | Speedy Somolli | Speedy Crown       |
| Undan Tes Amours | Amour d'Aunou | Speedy Somolli | Somolli            |
| Undan Tes Amours | Amour d'Aunou | Nesmile        | Caprior            |
| Undan Tes Amours | Amour d'Aunou | Nesmile        | Amours du Mesnil   |